# Irina Zaretska
Irina Zaretska (Odessa, 4 marzo 1996) è una karateka azera di origine ucraina, specializzata nel kumite e vincitrice della medaglia d'argento olimpica a Tokyo 2020.

## Palmarès
- Giochi olimpici

Tokyo 2020: argento nei +61 kg.
- Mondiali

Brema 2014: bronzo nei 68 kg.
Madrid 2018: oro nei 68 kg.
Dubai 2021: oro nei 68 kg.
Budapest 2023: oro nei 68 kg.
- World Games

Chengdu 2025: argento nei 68 kg.
- Europei

Tampere 2014: bronzo nel kumite a squadre.
Montpellier 2016: oro nel kumite a squadre.
Novi Sad 2018: argento nei 68 kg.
Poreč 2021: oro nei 68 kg.
Guadalajara 2023: argento nei 68 kg.
- Giochi europei

Baku 2015: oro nei 68 kg.
Minsk 2019: argento nei 68 kg.
Cracovia-Piccola Polonia 2023: oro nei 68 kg.